# جيمس جي بلين
جيمس جيليسبي بلين (بالإنجليزية: James G. Blaine)‏ (31 يناير 1830 – 27 يناير 1893) هو رجل دولة وسياسي جمهوري أمريكي مثل ولاية مين في مجلس النواب الأمريكي من عام 1863 إلى 1876، وكان رئيس مجلس النواب من عام 1869 إلى 1875، ثم في مجلس الشيوخ الأمريكي من 1876 إلى 1881. شغل بلين منصب وزير الخارجية في مرتين (1881، 1889-1892)، وهو أحد شخصين فقط شغلا المنصب في إدارة ثلاثة رؤساء مختلفين (الآخر هو دانيال وبستر)، وسعى دون نجاح لنيل ترشيح الحزب الجمهوري في الانتخابات الرئاسية في عام 1876 وعام 1880 قبل أن ينال الترشيح في عام 1884. هزم بلين بفارق ضيق على يد الديمقراطي غروفر كليفلاند. كان بلين أحد كبار القادة الجمهوريين في أواخر القرن التاسع عشر وبطل الفصيل الإصلاحي المعتدل للحزب والمعروف باسم «نصف السلالة».
ولد بلين في يلدة ويست براونزفيل في غرب ولاية بنسلفانيا وانتقل إلى ولاية مين بعد الجامعة حيث أصبح محررا في صحيفة. وقد أطلق عليه لقب «الرجل المغناطيس» وذلك لخطاباته الجذابة في عصر كان يعطي الخطابات قدرا كبيرا، وبدأ مسيرته السياسية بين المؤيدين الأوائل للرئيس أبراهام لينكون وجهود الاتحاد في الحرب الأهلية الأمريكية، وكان بلين مؤيدا لعملية تصويت السود في عصر إعادة الإعمار، لكنه عارض بعض التدابير القسرية التي نادى بها الجمهوريون الراديكاليون، وأيد بلين في البداية حماية الإنتاج الوطني، وثم عمل فيما بعد على خفض التعريفات الجمركية وتوسيع التجارة الأمريكية مع الدول الأجنبية. كانت مواضيع السكك الحديدية والبناء من القضايا المهمة في ذلك الوقت، وقد اشتبه في أن بلين متورط في الفساد في منحه مواثيق لشركات السكك الحديدية؛ وأثرت هذه المزاعم في ترشيحه للرئاسة عام 1884.
وبوصفه وزير الخارجية، كان بلين شخصية انتقالية، ومثل نهاية حقبة انعزالية في السياسة الخارجية وأنذر ببزوغ القرن الأمريكي الذي بدأ باندلاع الحرب الإسبانية الأمريكية. وساهمت جهوده لتوسيع تجارة الولايات المتحدة ونفوذها إلى اهتمام البلاد أكثر بالسياسة الخارجية. وكان بلين رائدا بمبادلة التعريفات الجمركية وحث على زيادة الحضور الأمريكي في أمريكا اللاتينية. كما أدت سياسات بلين التوسعية في أقل من عقد من الزمن إلى استحواذ الولايات المتحدة على مستعمرات المحيط الهادي وهيمنتها في منطقة الكاريبي.

## روابط خارجية
- جيمس جي بلين على موقع الموسوعة البريطانية (الإنجليزية)
- جيمس جي بلين على موقع إن إن دي بي (الإنجليزية)